# Fran Roš
Fran Roš [frán róš], slovenski pisatelj, pesnik in dramatik, * 14. januar 1898, Kranj, † 22. avgust 1976, Celje. 

## Življenje
Fran Roš se je rodil v Kranju očetu pisarniškemu uradniku Francu in materi Katarini (rojena Puhar). Ko je bil star 3 leta, se je skupaj z bratom in starši preselil v Celje. Hodil je na okoliško deško šolo, kjer je bil tudi zapisan v Zlato knjigo. Nato se je vpisal v slovensko nižjo gimnazijo in nadaljeval šolanje v nemški višji gimnaziji. Po prvi svetovni vojni se je pridružil borcem za Koroško. Potem pa je v Zagrebu študiral pravo, toda ljubezen do mladine je bila močnejša, zato se je podal v učiteljski poklic. Služboval je v Preboldu v Celju, kjer je z veliko predanostjo učil in vzgajal (tudi s svojim zgledom) mlade. Zavedal se je svojega pedagoškega poslanstva in mu bil zelo vdan. Med drugo svetovno vojno, so ga Nemci, skupaj z družino izgnali v Srbijo, ker je bil zaveden Slovenec. Po štirih letih pregnanstva, so se vrnili nazaj v Celje. V prvem povojnem šolskem letu je postal šolski nadzornik, nato pa je učil še na gimnaziji in na učiteljišču. V petinpetdesetem letu se je upokojil in njegovo pesništvo je še bolj razcvetelo. Še vedno pa je rad obiskoval učence na šolah, kamor so ga povabili in jim bral svoje pesmi ter prozo.
Za svoje delo je prejel več odlikovanj, med njimi red dela tretje stopnje, red zasluge za narod s srebrnimi žarki in red bratstva in enotnosti s srebrnim vencem. Cenili so ga tudi v Celju, zato je leta 1955 postal častni meščan Celja.

## Delo
Pesmi je začel pisati že kot dijak, objavljal jih je v dijaškem listu Savinja. Bile so protiavstrijsko naravnane, zato so ga že med prvo svetovno vojno preganjale takratne avstrijske šolske in vojaške oblasti. Med poučevanje v Preboldu se je soočal z razmerami v industrijskih središčih, objavil je več del v levo usmerjeni delavski reviji Svoboda in v Domačem prijatelju. V času izganstva v Srbiji, so nastale njegove Pesmi iz ječe in pregnanstva, ki jih je kmalu po vrnitvi v Celje izdal. Omeniti pa velja tudi njegovo knjigo Slovenski izseljenci v Srbiji 1941-1945, v kateri je opisal spomine in pričevanja svojih sotrpinov izgnancev. 
Roš je napisal tudi precej pripovednih del, ki izražajo dobroto, plemenitost, narodno zavednost in povezanost s pravičnostjo. V Zvesti četi, izdani leta 1933, je opisal  podobo svoje generacije, na podlagi avtobiografije. V različnih časnikih je objavlal tudi mnoge novele, črtice in feljtoni, ki so nastale na podlagi spominov njegovih  doživljajev v mladih in zrelih letih. Nekaj teh je natisnil tudi v knjigi Korporal Huš in druge zgodbe. Napisal je tudi nekaj publicističnih člankov in razprav o Rudolf Maistru, Franju Malgaju, Srečko Puncerju, Šlandrovi družini in Celjskih kulturnih tednih leta 1938 in 1939 v Celjskem zborniku, ter o puntarju Boštjanu Natku in skladatelju Ristu Savinu v Savinjskem zborniku.   
Največ otoških pesmi je napisal v času, ko je imel svoje otroke, ob učencih in kasneje ob vnukih. Pesmice in črtice za mlade je objavil v revijah : Zvonček, Vrtec, Naš rod med obema vojnama, in v tržaškem Galebu ter Kurirčku po drugi vojni. Poleg zgodb, ki jih je objavljal v mladinskih revijah, so izšle tudi knjige: Medvedek Rjavček (1929] in 1931), Juretovo potovanje(1939), Letalec Nejček (1972), Vid Nikdarsit (1976). 
Otrokom je namenil tudi dve igri, ki jih je uprizorilo celjsko gledališče: Ušesa carja Kozmijana (1948) in Desetnica Alenčica (1951), za odrasle pa je napisal komedijo Mokrodolci, uprizorjeno leta 1946. Sodeloval je tudi s skladateljem Ristom Savinom, saj je zanj napisal libreta za operi Gosposvetski sen (1921) in Matija Gubec (1923).

### Poezija
- Gosposvetski sen, Zvezna tiskarna in knjigarna, Ljubljana, 1923 (COBISS)
- Pesmi iz ječe in pregnanstva, Tiskarna Družbe sv. Mohorja, Celje, 1947 (COBISS)
- Ljubil sem te, življenje, COŠ Fran Roš, Celje, 1990 (COBISS)
- Čarovnije, Osnovna šola Fran Roš, Celje, 1992 (COBISS)

### Proza za odrasle
- Zvesta četa, Vodnikova družba, Ljubljana, 1933 (COBISS)
- Korporal Huš in druge zgodbe, Državna založba Slovenije, Ljubljana, 1971 (COBISS)
- Srečko Puncer njegovo življenje, delo in boj, 1972 (COBISS)
- Halo, halo! Tukaj Mokri dol!, Osnovna šola Fran Roš, Celje, 1991 (COBISS)
- Ne bodo nas!, Osnovna šola Fran Roš, Celje, 1991 (COBISS)

### Mladinska proza
- Medvedek Rjavček, 1929 (COBISS)
- Juretovo potovanje in še kaj, 193) (COBISS)
- Dija, 1939 (COBISS)
- Medvedek Dija, 1962 (COBISS)
- Letalec Nejček, 1972 (COBISS)
- Vid Nikdarsit, 1976 (COBISS)
- Tinca brez mezinca, 1977  (COBISS)
- Žaba na golem vrhu, 1990 (COBISS)

### Dramatika
- Mokrodolci, Tiskarna družbe sv. Mohorja, Celje, 1946 (COBISS)
- Desetnica Alenčica, (1951) (COBISS)
- Car Trojan ima kozja ušesa, (1990) (COBISS)
- Čarobna piščalka, (195?) (COBISS)

### Zgodovinsko dokumentarno delo
- Resevna 1941-1961, (1961) (COBISS)
- Slovenski izgnanci v Srbiji 1941-1945, (1967) (COBISS)

## Izbrana bibliografija
- Medvedek rjavček : povesti za mladino, Celje : [s.n.], 1929(COBISS)
- Mokrodolci : komedija v treh dejanjih, Celje : Tiskarna družbe sv. Mohorja, 1946(COBISS)
- Pesmi iz ječe in pregnanstva (poezije), Celje : Družba sv. Mohorja, 1947 (COBISS)
- Desetnica Alenčica : igra za otroke v treh dejanjih, Maribor : Slovensko narodno gledališče, 1951(COBISS)
- Medvedek dija (pravljice), Ljubljana : Mladinska knjiga, 1962(COBISS)
- Korporal Huš in druge zgodbe (kratka proza), Ljubljana : Državna založba Slovenije, 1971(COBISS)
- Letalec Nječek (pravljice), Ljubljani : Mladinska knjiga, 1972(COBISS)
- Tinca brez mezinca (kratka proza), Ljubljana : Partizanska knjiga, 1977(COBISS)
- Car Trojan ima kozja ušesa : radijska igra :po srbski narodni pripovedki, Ljubljana : Radiotelevizija, 1990(COBISS)
- Žaba na golem vrhu : zbirka otroške proze (kratka proza), Celje : Osnovna šola Fran Roš, 1990(COBISS)
- Halo, halo! Tukaj Mokri dol! : humoreske,satire in še kaj, Celje : Osnovna šola Fran Roš, 1991(COBISS)
- Ne bodo nas! : zbirka proze iz narodnoosvobodilne vojne', Celje : Osnovna šola Fran Roš, 1991(COBISS)
- Čarovnije (pojezija), Celje : OŠ Frana Roša, 1992 (COBISS)
- Čarobna piščalka : (pravljica v treh dejanjih), Celje : [s. n.], (195?) (COBISS)

## Nagrade in priznanja
1960 je prejel občinsko priznanje Šlandrovo nagrado, dve leti pred smrtjo 1974 pa je prejel še Žagarjevo nagrado kot priznanje za delo na prosvetnem področju.